# Sensmeer
Het Sensmeer is een in 1632 drooggelegd meer in de Nederlandse Friesland. Bij het polderhuis ontstond de buurtschap en het latere dorp Blauwhuis.